# Las Vegas (Morropón)
Las Vegas es una localidad peruana ubicada en el distrito de Santa Catalina de Mossa, perteneciente a la provincia de Morropón del departamento de Piura, al norte del Perú. 

## Ubicación
Las Vegas se ubica al noreste de la provincia de Morropón, en el distrito de Santa Catalina de Mossa, en el departamento de Piura.

## Demografía
En 2017 Las Vegas tenía una población de 21 habitantes.
| Gráfica de evolución demográfica de Las Vegas entre 1993 y 2017 |
|                                                                 |
| Fuentes: Población 1993 y 2017                                  |